# Klonowanie
W rozumieniu potocznym klonowaniem określa się proces tworzenia identycznej kopii z oryginału.
W biologii mianem klonu określa się organizmy mające identyczny lub prawie identyczny materiał genetyczny. Klonami są więc organizmy powstałe w procesie rozmnażania wegetatywnego, takie jak kolonie bakterii, jednokomórkowców, odrośla i rozmnóżki roślin etc.
Termin klonowanie jest używany w kilku znaczeniach:
1. Klonowanie to proces tworzenia organizmów mających taką samą informację genetyczną jak dawca. Szczególnym przypadkiem jest twinning, czyli powstawanie lub otrzymywanie bliźniąt monozygotycznych, gdzie nie można wyróżnić dawcy.
2. Klonowanie organizmów oznacza procedurę otrzymywania organizmów o takiej samej informacji genetycznej, z reguły poprzez procedurę transferu jądra z komórki somatycznej do komórki jajowej pozbawionej uprzednio jądra. W przypadku klonowania roślin stosuje się procedurę odróżnicowania komórek dawcy do komórek merystematycznych.
3. Klonowanie genów – w genetyce i biologii molekularnej proces wyosobniania genu. Polega na łączeniu fragmentów materiału genetycznego z wektorem molekularnym i ich namnażaniu w innym organizmie. Otrzymuje się w ten sposób wiele kopii tego samego genu. Termin klonowanie genów odnosi się też do identyfikacji genów poprzez wykorzystanie procedury klonowania genów. Jeśli pojedynczy fragment genomu jest przenoszony z jednego wektora do drugiego, taki proces określa się mianem subklonowania.

Opanowano obecnie metody klonowania wielu gatunków roślin i zwierząt. W przypadku zwierząt zazwyczaj stosuje się technikę polegającą na przeniesieniu jądra komórki somatycznej pobranej z klonowanego osobnika, do komórki jajowej pozbawionej jądra. Proces ten tworzy funkcjonalną zygotę. Zygota ta może, jeśli się jej na to pozwoli, rozwinąć w żywego osobnika. Dawca komórki jajowej z reguły pochodzi z tego samego gatunku. Transfer jądra do komórki jajowej innego gatunku rzadko jest skuteczny.
Klony otrzymane w procesie transferu jądrowego nie są w 100% genetycznie identyczne z dawcami. W trakcie tego procesu wymienia się bowiem tylko materiał genetyczny zawarty w jądrze komórkowym pozostawiając DNA mitochondrialny biorcy. Mitochondrialny DNA ma jednak minimalny wkład w dziedziczenie cech genetycznych.

## Etymologia
Terminy klon i klonowanie (ang. clone, cloning) wprowadził do biologii J.B.S. Haldane na określenie procesu i produktów transferu jądrowego zastosowanego w swych pionierskich doświadczeniach przez Johna Gurdona.
W XIX-wiecznym angielskim, termin clon oznaczał roślinę wyhodowaną z ukorzenionej gałązki, w zgodzie z pierwotnym, greckim (ὁ κλωνος – 'gałązka', 'odrośl'), rozumieniem słowa. Metodę tę stosuje się od starożytności do propagacji roślin o pożądanych cechach. M.in. w ten właśnie sposób od tysiącleci utrzymuje się jednorodność odmian winogron stosowanych przy produkcji wina.

## Chronologia postępów w klonowaniu zwierząt
- (1938) Hans Spemann zaproponował wykorzystanie transferu jądrowego w celu sklonowania organizmu. Pomysł pochodzi z rozważań nad sposobem eksperymentalnego rozstrzygnięcia kontrowersji, czy w procesie różnicowania następuje utrata materiału genetycznego. Gdyby następowała, klonowanie byłoby niemożliwe.
- Żaba: Rana pipiens (1952) Robert Briggs i Thomas King. Mieli trudności z uzyskaniem klonów z komórek zróżnicowanych, doszli do błędnej konkluzji, że następuje utrata materiału genetycznego.
- Żaba: Xenopus laevis (1958, 1962) John B. Gurdon odniósł sukces. Przez wiele lat jednak jego wynik był kwestionowany, zwłaszcza w świetle nieudanych prób klonowania ssaków. Gurdon wielokrotnie udoskonalał eksperyment, by odpowiedzieć na kolejne zarzuty.
- Karp: (1963) pierwsza sklonowana ryba przez Tonga Dizhou[1]
- Owca: (1996) pierwszy sklonowany ssak – owca Dolly.
- Małpa (Rezus): samica, styczeń 2000.
- Świnia: 5 prosiaków z jednej świni, Szkocja – 2000.
- wół domowy: samiec, styczeń 2001.
- Krowa: Alpha and Beta (samica, 2001).
- Kot: CopyCat „CC” (samica, jesień 2001).
- Mysz: Cumulina, 1998 Wakayama i Yanagimachi. W 2002 roku Hochedlinger i Jaenisch sklonowali myszy z limfocytów T i pokazali, że otrzymane osobniki mają rearanżacje genu receptora limfocytu T właściwą dla wyjściowej populacji limfocytów. Powszechnie uważa się to za najsilniejszy dowód, że klonowanie jest możliwe z komórek zróżnicowanych.
- Królik: (marzec-kwiecień, 2003) we Francji i Korei Południowej.
- Muł: Idaho Gem (samiec, maj 2003) i Utah Pioneer (samiec, lipiec 2003).
- Jeleń szlachetny: Dewey (2003).
- Koń: Prometea (samica, 2003).
- Szczur: Ralph (samiec, 2003).
- Muszki owocowe: 2004.
- Rzekome klonowanie człowieka: (2004) grupa Hwang Woo-suka ogłosiła otrzymanie pluripotentnych komórek macierzystych. Wynik ten okazał się oszustwem.
- Pies: Snuppy (kwiecień 2005).
- wilk: (2007) Południowokoreańscy naukowcy donieśli, że udało im się sklonować kolejny gatunek ssaka – tym razem to wilk. Jak powiedział profesor Lee Byeong-chun z Seoul National University, badania DNA potwierdziły, że dwie samice wilka Snuwolf i Snuwolffy to klony.
- Pies: Labradory (2008).

## Komercyjne klonowanie zwierząt
- W 2005 stworzono klona wałacha czystej krwi arabskiej biorącego udział w rajdach długodystansowych o imieniu Pieraz. Zespół pod przewodnictwem profesora Cesare Galli. Ogier, nazwany Pieraz-Cryozootech-Stallion doczekał się pierwszego potomstwa w 2008[2].
- W 2005 stworzono dwa klony francuskiego ogiera Quidama de Revel o imionach Paris-Texas oraz Quidam de Revel II Z CL. Drugiego z nich wpisano do Anglo-European Studbook. Od 2016 ogier mieszka w Stadzie Ogierów w Gnieźnie[2].

## Klonowanie ludzi
Naturalną konsekwencją sukcesów w klonowaniu ssaków jest idea sklonowania człowieka. Budzi ono jednak głębokie kontrowersje natury etycznej. Wiadomości o sklonowaniu ssaków wywołały panikę wśród prawodawców wielu krajów, którzy zabronili klonowania ludzi, szczególnie w celach reprodukcyjnych. Pierwsze pozornie wiarygodne doniesienie o sukcesie transferu jądrowego u człowieka pojawiło się w 2004 roku z południowokoreańskiej grupy badawczej pod kierunkiem Hwang Woo-suka, której udało się otrzymać pluripotentne komórki macierzyste, wyprowadzone ze sklonowanych ludzkich blastocyst. Rok później okazało się jednak, że badania te były sfałszowane.
Klonowanie ludzi w celach reprodukcyjnych ma niewielki sens praktyczny, dodatkowo niedoskonałości natury technicznej i mutacje somatyczne w komórkach będącymi donorami materiału genetycznego, powodują, że przy obecnym stanie technologii, ludzki klon najprawdopodobniej cierpiałby na zaburzenia natury genetycznej. Tak więc klonowanie ludzi, przynajmniej na razie, z medycznego punktu widzenia jest nieetyczne, ze względu na zasadę primum non nocere.
Odmiennie przedstawia się sprawa klonowania w celu pozyskania komórek macierzystych. Ponieważ komórki macierzyste mogą się różnicować do wszystkich typów komórek ciała, komórki macierzyste otrzymane w wyniku klonowania mogą mieć potencjalne zastosowanie terapeutyczne, a procedura taka nie wiąże się z otrzymywaniem organizmu. Dodatkowo, komórki macierzyste sklonowane z dawców obarczonych ciężką chorobą dziedziczną mogą służyć jako model badań nad takimi chorobami. Ogólna zgoda środowiska naukowego jest taka, że klonowanie w celu pozyskania komórek macierzystych jest zgodne z etyką badawczą.
Mimo to, nawet klonowanie komórek macierzystych, wzbudza kontrowersje.  

## Klonowanie wymarłych gatunków zwierząt
Klonowanie wymarłych gatunków zwierząt budzi zrozumiałe zainteresowanie, zwłaszcza w świetle filmów fantastycznych takich jak Jurassic Park. Procedury takie pozostają jak na razie w sferze fantastyki, choć niektóre ośrodki rozpoczęły badania nad możliwością takiej procedury. Np. Muzeum Australijskie ogłosiło projekt sklonowania wilka workowatego, z którego jednak się wycofano. Pierwszym etapem projektu miało być otrzymanie biblioteki genowej.
Główne trudności ze zrealizowaniem projektu sklonowania wymarłego organizmu:
- brak odpowiedniego DNA. DNA dostępny ze źródeł kopalnych bądź to muzealnych jest bardzo fragmentaryczny i dostępny w znikomych ilościach. Nie jest jasne, czy możliwe jest otrzymanie wystarczającej ilości i jakości by odtworzyć sekwencję kompletnego genomu.
- obecne metody klonowania wykorzystują transfer jądra. Nie jest jasne, czy nagi DNA mógłby być wystarczający. Paradoksalnie, nagi DNA może być lepszym substratem do klonowania, gdyż może łatwiej ulegać reprogramowaniu epigenetycznemu. Zważywszy, że komórki jajowe pewnych organizmów, np. żab, mają aktywne mechanizmy potrafiące odtworzyć chromatynę i otoczkę jądrową, etap ten może być mniej trudny niż myślimy.
- kwestia wyboru donora komórki jajowej – większość transferu jądrowego pomiędzy różnymi gatunkami się nie powodzi.

Brazylijscy naukowcy planują sklonować w najbliższym czasie osiem zagrożonych gatunków zwierząt, by zwiększyć populację okazów żyjących w niewoli. Zwierzęce klony starzeją się w zwykłym tempie.